# 吕黄生
吕黄生（1952年1月—），男，汉族，山西忻州人，中华人民共和国政治人物，曾任国有重点大型企业监事会主席，第十二届全国政协委员。